# 比埃什河
44°12′5″N 5°56′35″E / 44.20139°N 5.94306°E

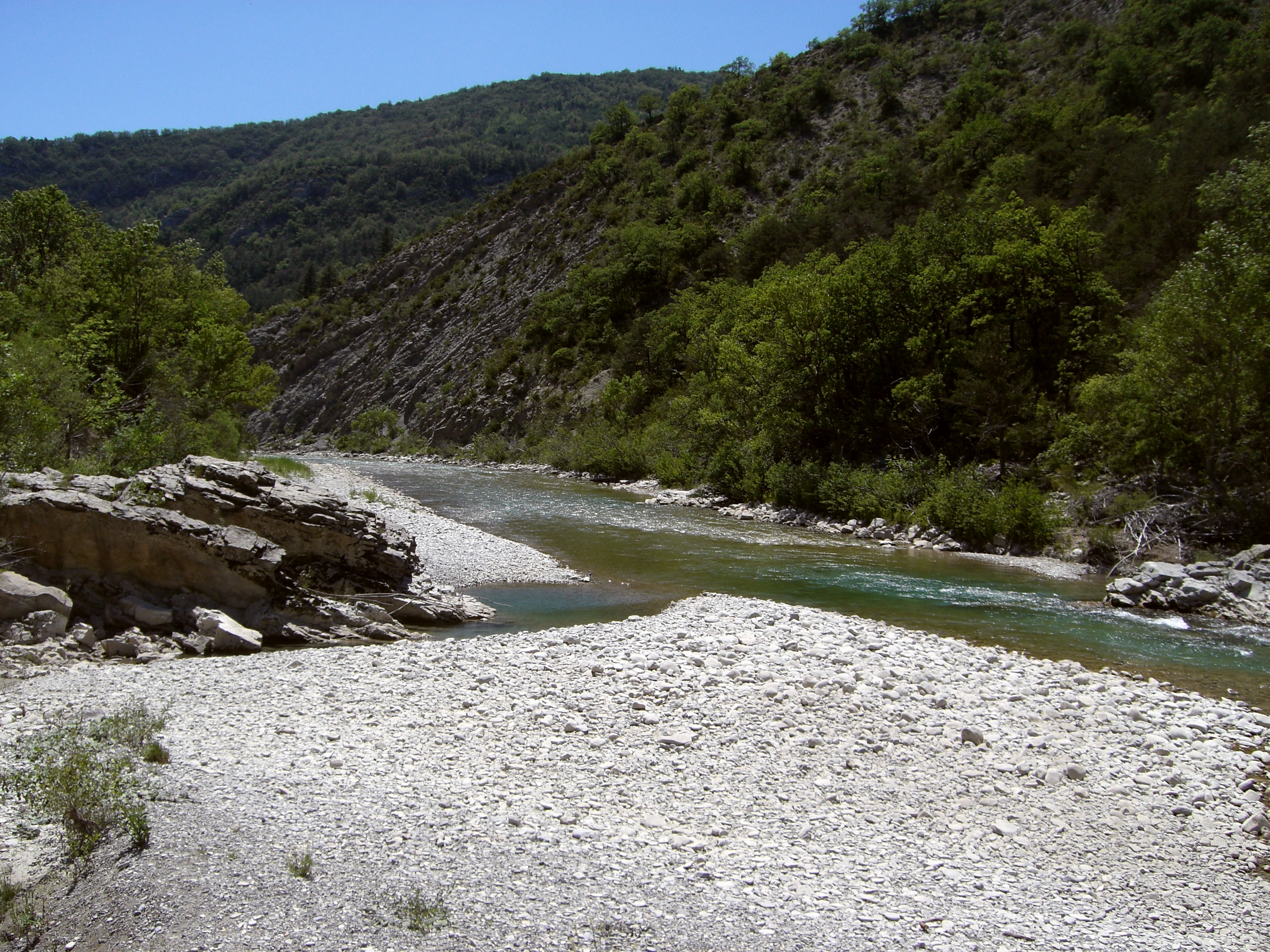

比埃什河（法語： 或 ；法語發音：[bɥɛʃ]）是法國的河流，位於該國東南部，屬於迪朗斯河的右支流，河道全長85公里，流域面積1,490平方公里，發源自多菲内山，河口處在锡斯特龙。

## 外部連結
- http://www.geoportail.fr （页面存档备份，存于）
- The Buëch at the Sandre database